# Will.i.am
 William James Adams, Jr., més conegut pel nom artístic de Will.i.am, i antigament Zuper Blahq, (Los Angeles, 15 de març de 1975) és un cantant estatunidenc. Té una companyia discogràfica anomenada AM Records. The Black Eyed Peas, el seu grup, l'ha portat a la fama amb grans cançons que han arribat a ser números u per tot el món.

## Biografia
Quan tenia 14 anys, va conèixer Allen Pineda Lindo: tots dos vivien a prop i anaven a la mateixa escola. El 1989 van crear un grup de ball, ja que als dos els agradava tant la música com el ball. Es van presentar a diversos concursos, entre ells el campionat nacional de break dance. En aquest mateix any, Eazy-E va descobrir el talent que tenien aquests dos joves en el ball i especialment en el cant. Aquest grup es va convertir en Black Eyed Peas el 1995 amb un nou cantant anomenat Taboo (Jaime Luís Gómez).
El líder de The Black Eyed Peas no es caracteritza pels seus sonats escàndols amorosos. Es desconeixen quantes núvies ha tingut, però el juny de 2008 will.i.am va ser aparellat amb Tila Tequila (Tila Nguyen). Els rumors van sorgir després que tots dos es presentessin junts al concurs Maxim Hot 100. Els testimonis deien que hi havia una bona relació entre tots dos. A més a més, es van amagar de la premsa durant tot el concurs. Aquests rumors van tornar a aparèixer quan Will.i.am va anunciar que havia contractat Tila com a nova cantant en la seva discografia Will.i.am Music Group.
A l'abril de 2013, en Will.i.am i la cançó produïda amb Chris Brown Let Go es va convertir en el centre d'una controvèrsia de drets d'autor, on els productors Arty i Mat Zo van al·legar que en Will.i.am utilitza elements de la seva cançó Rebound del 2011 sense el permís dels artistes o la discogràfica.